# Jean-Philippe Côté
Jean-Philippe Côté (né le 22 avril 1982 à Charlesbourg,dans la province de Québec au Canada) est un joueur professionnel canadien de hockey sur glace. Jean-Philippe est le fils du joueur de hockey de la LNH, Alain Côté .

## Carrière de joueur
Il attaque sa carrière en 1998 dans la Ligue de hockey junior majeur du Québec en jouant pour les Remparts de Québec. Il est repêché au 9e tour à la 265e position en 2000 par les Maple Leafs de Toronto pour lesquels il n'a jamais joué. En 2003, il passe professionnel avec les Bulldogs de Hamilton en LAH. En 2005, il a joué 8 matchs de LNH avec les Canadiens de Montréal. Après deux saisons complète avec les Bulldogs de Hamilton, il participe à l'automne 2008 au camp d'entraînement de l'Avalanche du Colorado, mais est retranché avant le début de la saison. Il signe par la suite un contrat avec les Penguins de Wilkes-Barre/Scranton la filiale de la LAH des Penguins de Pittsburgh. Il remporte la Coupe Calder 2007 avec les Bulldogs et 2012 avec les Admirals de Norfolk.
Il a été capitaine de la saison 2001-2002 et 2002-2003 pour les Screaming Eagles du Cap-Breton. Il a été assistant-capitaine durant ses passages durant les saisons 2005-2006 et 2007-2008 avec les Bulldogs de Hamilton, en 2012-2013 avec le Crunch de Syracuse et pour la saison 2016-2017 avec les Boxers de Bordeaux.

## Statistiques en carrière
| Saison     | Équipe                            | Ligue        |    | Saison régulière | Saison régulière | Saison régulière | Saison régulière | Saison régulière |   | Séries éliminatoires | Séries éliminatoires | Séries éliminatoires | Séries éliminatoires | Séries éliminatoires |
| Saison     | Équipe                            | Ligue        | PJ | B                | A                | Pts              | Pun              | PJ               | B | A                    | Pts                  | Pun                  |                      |                      |
| 1998-1999  | Remparts de Québec                | LHJMQ        | 8  | 0                | 0                | 0                | 2                | -                | - | -                    | -                    | -                    |                      |                      |
| 1999-2000  | Remparts de Québec                | LHJMQ        | 34 | 0                | 10               | 10               | 15               | -                | - | -                    | -                    | -                    |                      |                      |
| 1999-2000  | Screaming Eagles du Cap-Breton    | LHJMQ        | 28 | 0                | 4                | 4                | 21               | 4                | 0 | 1                    | 1                    | 4                    |                      |                      |
| 2000-2001  | Screaming Eagles du Cap-Breton    | LHJMQ        | 71 | 6                | 29               | 35               | 90               | 12               | 0 | 0                    | 0                    | 18                   |                      |                      |
| 2001-2002  | Screaming Eagles du Cap-Breton    | LHJMQ        | 61 | 4                | 20               | 24               | 72               | 16               | 1 | 6                    | 7                    | 38                   |                      |                      |
| 2002-2003  | Screaming Eagles du Cap-Breton    | LHJMQ        | 16 | 1                | 3                | 4                | 12               | -                | - | -                    | -                    | -                    |                      |                      |
| 2002-2003  | Titan d'Acadie-Bathurst           | LHJMQ        | 48 | 8                | 18               | 26               | 87               | 11               | 2 | 3                    | 5                    | 20                   |                      |                      |
| 2003-2004  | Bulldogs de Hamilton              | LAH          | 75 | 2                | 7                | 9                | 79               | 10               | 0 | 4                    | 4                    | 24                   |                      |                      |
| 2004-2005  | Bulldogs de Hamilton              | LAH          | 51 | 1                | 8                | 9                | 58               | 4                | 0 | 1                    | 1                    | 0                    |                      |                      |
| 2005-2006  | Bulldogs de Hamilton              | LAH          | 61 | 3                | 8                | 11               | 113              | -                | - | -                    | -                    | -                    |                      |                      |
| 2005-2006  | Canadiens de Montréal             | LNH          | 8  | 0                | 0                | 0                | 4                | -                | - | -                    | -                    | -                    |                      |                      |
| 2006-2007  | Bulldogs de Hamilton              | LAH          | 68 | 3                | 9                | 12               | 115              | 6                | 0 | 0                    | 0                    | 2                    |                      |                      |
| 2007-2008  | Bulldogs de Hamilton              | LAH          | 79 | 1                | 12               | 13               | 112              | -                | - | -                    | -                    | -                    |                      |                      |
| 2008-2009  | Penguins de Wilkes-Barre/Scranton | LAH          | 50 | 2                | 10               | 12               | 74               | 2                | 0 | 0                    | 0                    | 2                    |                      |                      |
| 2009-2010  | Cassel Huskies                    | DEL          | 38 | 6                | 7                | 13               | 119              | -                | - | -                    | -                    | -                    |                      |                      |
| 2010-2011  | Hambourg Freezers                 | DEL          | 39 | 3                | 1                | 4                | 70               | -                | - | -                    | -                    | -                    |                      |                      |
| 2011-2012  | Admirals de Norfolk               | LAH          | 58 | 3                | 12               | 15               | 67               | 17               | 1 | 2                    | 3                    | 25                   |                      |                      |
| 2011-2012  | Reign d'Ontario                   | ECHL         | 10 | 1                | 2                | 3                | 9                | -                | - | -                    | -                    | -                    |                      |                      |
| 2012-2013  | Crunch de Syracuse                | LAH          | 74 | 3                | 14               | 17               | 143              | 18               | 1 | 5                    | 6                    | 29                   |                      |                      |
| 2013-2014  | Crunch de Syracuse                | LAH          | 33 | 2                | 11               | 13               | 57               | -                | - | -                    | -                    | -                    |                      |                      |
| 2013-2014  | Lightning de Tampa Bay            | LNH          | 19 | 0                | 4                | 4                | 22               | -                | - | -                    | -                    | -                    |                      |                      |
| 2014-2015  | Crunch de Syracuse                | LAH          | 74 | 2                | 9                | 11               | 112              | 3                | 0 | 0                    | 0                    | 4                    |                      |                      |
| 2015-2016  | Iserlohn Roosters                 | DEL          | 49 | 1                | 7                | 8                | 64               | 6                | 0 | 0                    | 0                    | 4                    |                      |                      |
| 2016-2017  | Boxers de Bordeaux                | Ligue Magnus | 43 | 2                | 13               | 15               | 93               | 11               | 0 | 3                    | 3                    | 4                    |                      |                      |
| 2017-2018  | Brûleurs de loups de Grenoble     | Ligue Magnus | 19 | 3                | 3                | 6                | 106              | 17               | 1 | 3                    | 4                    | 18                   |                      |                      |
| Totaux LNH | Totaux LNH                        | Totaux LNH   | 27 | 0                | 4                | 4                | 26               | -                | - | -                    | -                    | -                    |                      |                      |